# Kraft Weiffenbach
Kraft Weiffenbach (auch Krafft Weiffenbach, Kraft II., Krato II., Crato II.; geboren 1526 in Niederaula; gestorben 13. September 1595 in Rotenburg an der Fulda) war von 1588 bis 1592 Abt der Reichsabtei Hersfeld.

## Leben
Kraft Weiffenbach wurde 1526 in Niederaula als Sohn von Johannes Weiffenbach und dessen Frau Anna Molitor geboren. Mit 18 Jahren trat er 1544 als Novize in die Abtei Hersfeld ein. 1556 wurde er Propst von Kloster Göllingen, das ein Priorat der Hersfelder Reichsabtei war. 1572 wurde er Dechant und Propst des Benediktinerinnenklosters Kreuzberg, ebenfalls ein Hersfelder Priorat. Wahrscheinlich 1575 wurde er zudem Dechant in Hersfeld. Der Konvent der Reichsabtei bestand zu dieser Zeit nur noch aus wenigen Personen, die zudem teilweise evangelisch gesinnt waren. Zu letzteren zählte auch Kraft Weiffenbach. Die Bevölkerung der Stadt Hersfeld und des übrigen Stiftsgebiets war bereits zur Zeit des Eintritts von Kraft Weiffenbach in die Abtei fast vollständig evangelisch geworden.
Aufgrund Weiffenbachs guter Beziehungen zu Landgraf Wilhelm IV. von Hessen-Kassel, dem Vogt der Reichsabtei, bestimmte ihn Abt Ludwig V. 1588 trotz der evangelischen Gesinnung zu seinem Koadjutor mit dem Recht zur Nachfolge. Diese Regelung erhielt weder die Zustimmung von Papst Sixtus V. noch von Kaiser Rudolf II. Dennoch wählte das Stiftskapitel Weiffenbach nach dem Tod Ludwigs V. am 9. September 1588 zum Abt. Am 12. und 13. September folgte bald die Huldigung durch die Hersfelder Bürgerschaft und die Landbevölkerung. Er erhielt aber weder vom Papst noch vom Kaiser die Investitur, trotz verschiedener Bemühungen seines Gönners, Landgraf Wilhelm IV., zumal auch sein späterer Nachfolger Joachim Roell als letzter verbliebener Katholik des Stiftskapitels seine Zustimmung verweigert hatte. Nach dem Tod von Wilhelm IV. konnte sein Sohn, Landgraf  Moritz von Hessen-Kassel Weiffenbach im Herbst 1592 zum Amtsverzicht überreden, nachdem Papst Clemens VIII. eine neue Abtwahl gefordert hatte. Weiffenbach trat am 26. Oktober 1592 zurück, behielt jedoch für seinen Ruhestand seine früheren Pfründen und blieb bis zu seinem Tod Propst der Priorate Göllingen und Kreuzberg sowie zusätzlich des Klosters Frauensee. Er starb 1595 in Rotenburg an der Fulda.